# Autokemping „Raczkowa”

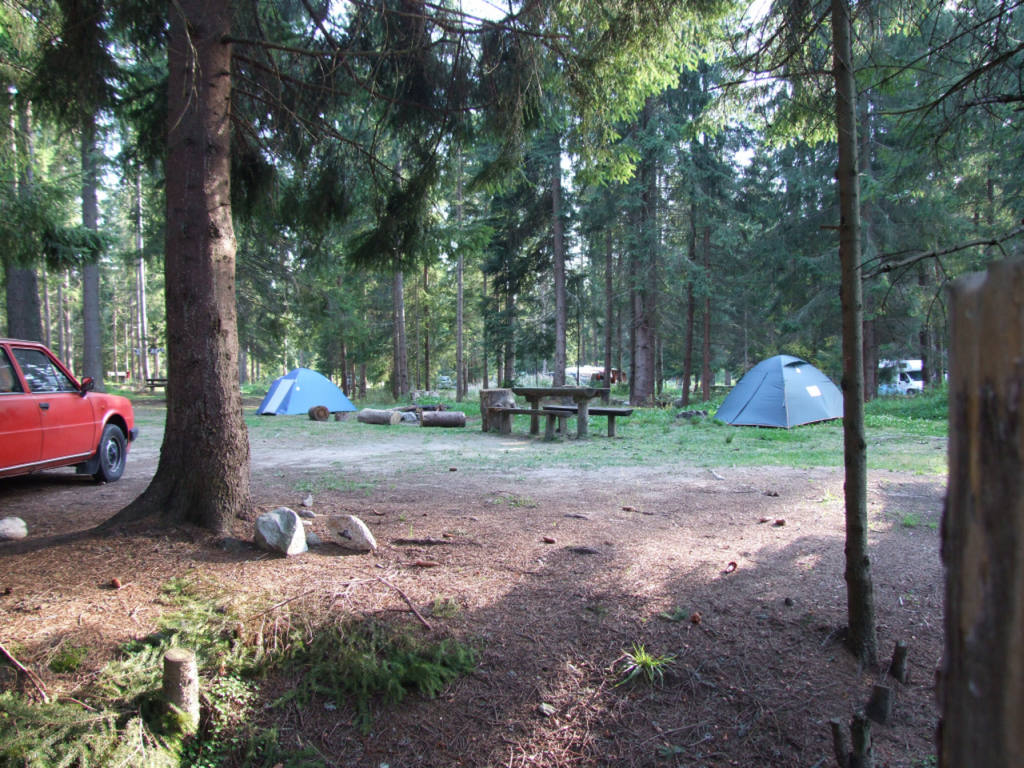
Autokemping

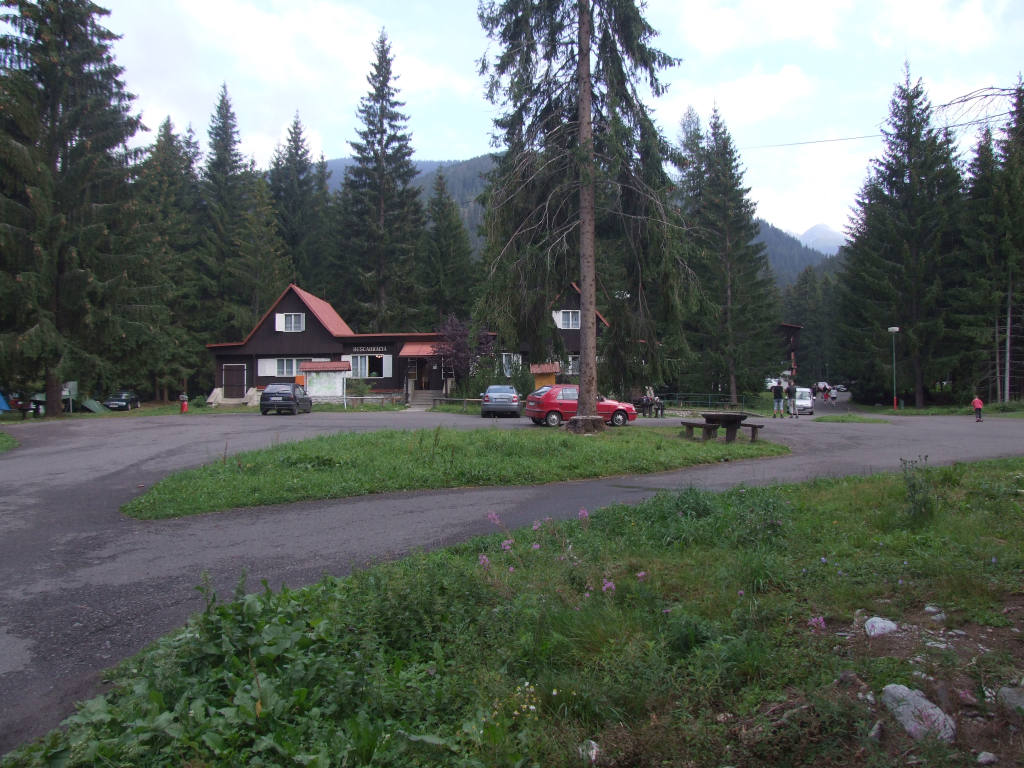
Wjazd na teren ośrodka

Autokemping „Raczkowa” (słow. Autocamping „Račkova”, ATC Račkova dolina) – duży ośrodek turystyczny w słowackich Tatrach Zachodnich u wylotu Doliny Wąskiej przy Raczkowym Potoku. Znajduje się tutaj pole namiotowe, domki kempingowe i schronisko. Dojeżdża się do niego od prowadzącej obrzeżem słowackich Tatr asfaltowanej drogi zwanej Tatrzańską Drogą Młodości (nr 537), w miejscowości Przybylina skręcając na północ asfaltową drogą (ok. 4 km). Latem możliwość dojechania autobusem (rzadko kursuje).

## Opis
Autokemping znajduje się w lesie, na płaskim, kamienistym i niezbyt równym terenie. Pole namiotowe bardzo duże. Restauracja i bufet, sklepik z niezbędnymi dla turystów artykułami spożywczymi, WC, umywalki i prysznice, stoły i ławki, zadaszone wiaty do palenia ognisk, możliwość palenia ogniska na wolnym powietrzu. Oprócz pola namiotowego możliwość nocowania w drewnianych domkach kempingowych. Autokemping czynny jest od 1 czerwca do 15 września. Dla turystów bardziej wymagających w sąsiedztwie autokempingu hotele górskie (chata „Jakubina”, horska chata „Orešnica”). W sezonie turystycznym czynna jest stróżówka THS (odpowiednik polskiego TOPR-u). W okolicy znajduje się także leśniczówka i kilka ośrodków wypoczynkowych.
W hotelu „Jakubina” możliwość wypożyczenia rowerów górskich.

## Szlaki turystyczne
– znakowana czerwono Magistrala Tatrzańska.
- Czas przejścia od wylotu Doliny Żarskiej do Doliny Wąskiej: 2:15 h w obie strony
- Czas przejścia z Doliny Wąskiej do Doliny Bystrej: 1:15 h w obie strony

  – niebieski szlak od osiedla turystycznego przez rozdroże na Niżniej Łące, Dolinę Jamnicką i Jamnicką Przełęcz na Wołowiec.
- Czas przejścia z kempingu na Niżnią Łąkę: 30 min w obie strony
- Czas przejścia z Niżniej Łąki na Jamnicką Przełęcz: 4:05 h, ↓ 3:10 h

  – zielony szlak wiodący drogą dojazdową z Przybyliny, a od węzła szlaków przy kempingu dalej przez Klinowate i Klin na Baraniec.
- Czas przejścia z Przybyliny do autokempingu: 45 min w obie strony
- Czas przejścia od autokempingu na Baraniec: 4:20 h, ↓ 3:20 h

 rowerowy: Liptowski Mikułasz – Żar – wylot Doliny Żarskiej – Pod Uboczą – rozdroże pod Gołym Wierchem – wylot Doliny Wąskiej – autokemping – Przybylina